# Psychomyia nomada
Psychomyia nomada är en nattsländeart som först beskrevs av Ross 1938.  Psychomyia nomada ingår i släktet Psychomyia och familjen tunnelnattsländor. Inga underarter finns listade i Catalogue of Life.